# Музей шоколада (Кёльн)
</ref>
| билет = Взрослые - 7,50 €;
 Группа из 15 человек (взрослые) по 7.00 €;
 Льготная скидка - 5.00 €;
 Группа из 15 человек (дети) по 4,50 €; 
 Семейный билет - 21,00 € ;
 Дети до 6 лет бесплатно.
| ссылка = официальный сайт
}}
Музей шоколада (нем. Schokoladenmuseum) — музей в городе Кёльн (Германия), открытый 31 октября 1993 года местной кондитерской фирмой «Имхофф-Штолльверк», основанной в 1839 году доктором Гансом Имхоффом. До марта 2006 года, когда новым партнером в производстве шоколада стала швейцарская компания кондитерских изделий Lindt & Sprungli, назывался «Музей шоколада Имхофф-Штолльверк» (нем. Imhoff-Stollwerck Schokoladenmuseum). 
Музей принимает 5000 экскурсий и 650,000 посетителей в год, входя в десятку самых популярных музеев Германии. С момента открытия в 1993 году его посетило более 8,5 миллионов посетителей со всего мира. Музей не нуждается в каком-либо бюджетном субсидировании, поскольку может существовать на собственные доходы.
Музей расположился на северном окончании набережной Райнаухафен. Его здание в форме корабля, выстроенное из кирпича и стекла, занимает площадь около 2000 м². Кёльнский музей не был организован непосредственно при кондитерской фабрике, — он лишь собирает и хранит экспонаты, отражающие историю шоколада и технологии его изготовления.

## Отделы музея
- Теплица для тропических растений;
- Шоколадная фабрика;[4].
- Цех кондитерских изделий;
- Экспозиция;[5]
- Магазин шоколадных изделий.

### Теплица
Теплица, в которой высажены растения, используемые для шоколадоварения — это стеклянный куб высотой 10 м и площадью около 100 м². В оранжерее воссозданы климатические условия тропиков: дневная температура составляет до 30° по Цельсию, ночная — 20°, влажность — 100 % (каждый час включается имитатор дождя). Вход в теплицу представляет собой шлюз, благодаря которому климатические показатели не нарушаются.

### Шоколадная фабрика

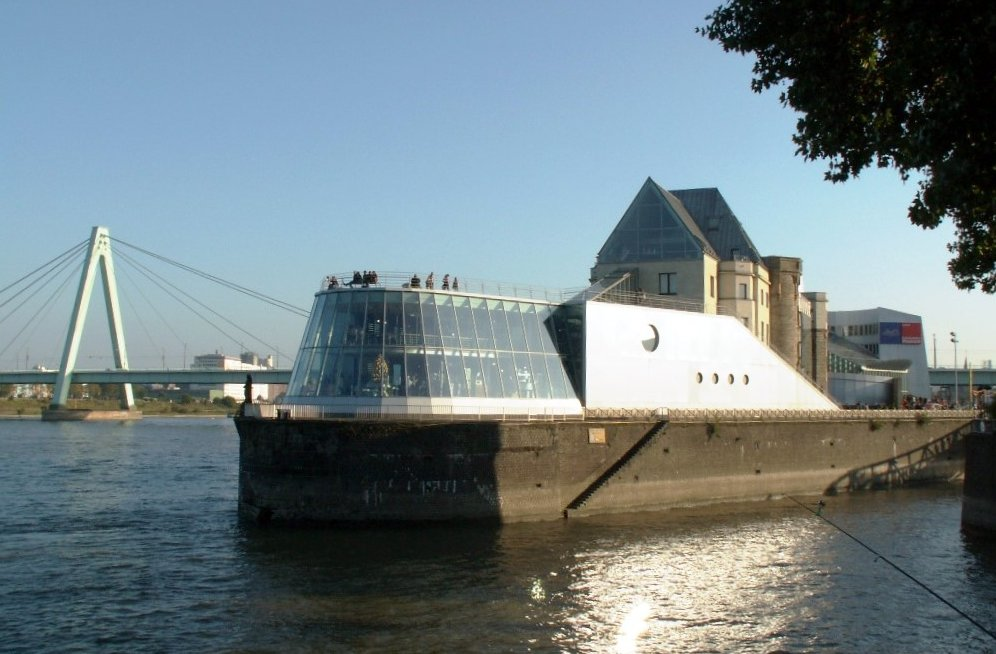
Музей шоколада. Вид с реки Рейн

Посетители могут наблюдать за производством шоколада на миниатюрной музейной фабрике через окна. Процесс полностью автоматизирован и управляется с помощью компьютеров — механизмы замешивают массу, разливают горячий шоколад по формам, потом охлаждают его и упаковывают готовые изделия. В процесс вовлечено только два человека, которые фасуют шоколадные изделия в пакеты.

### Цех кондитерских изделий
На следующем этаже музея расположен цех, где делают трюфеля и разные шоколадные фигурки. Процесс изготовления тут также автоматизирован. Ежедневный выпуск продукции, произведенной на этом мини-предприятии, достигает 400 кг. Свежеприготовленные кондитерские изделия из цехов поступают в магазин на первом этаже, где их можно приобрести. Также каждому посетителю музея предлагается небольшой сувенир — шоколадка, сделанная здесь.

### Экспозиция
История шоколадного дела насчитывает более тридцати веков. Началось все с ацтеков, у которых шоколад считался «пищей богов». Значительная часть экспозиции посвящена культуре коренных народов Латинской Америки, первыми начавшими перерабатывать какао-бобы. Здесь можно увидеть ножи, предназначенные для срезания какао-бобов, корзины для их транспортировки, механизмы, когда-то использовавшиеся для переработки плодов. Также представлены древние рецепты изготовления шоколада и других продуктов, созданных на его основе. 

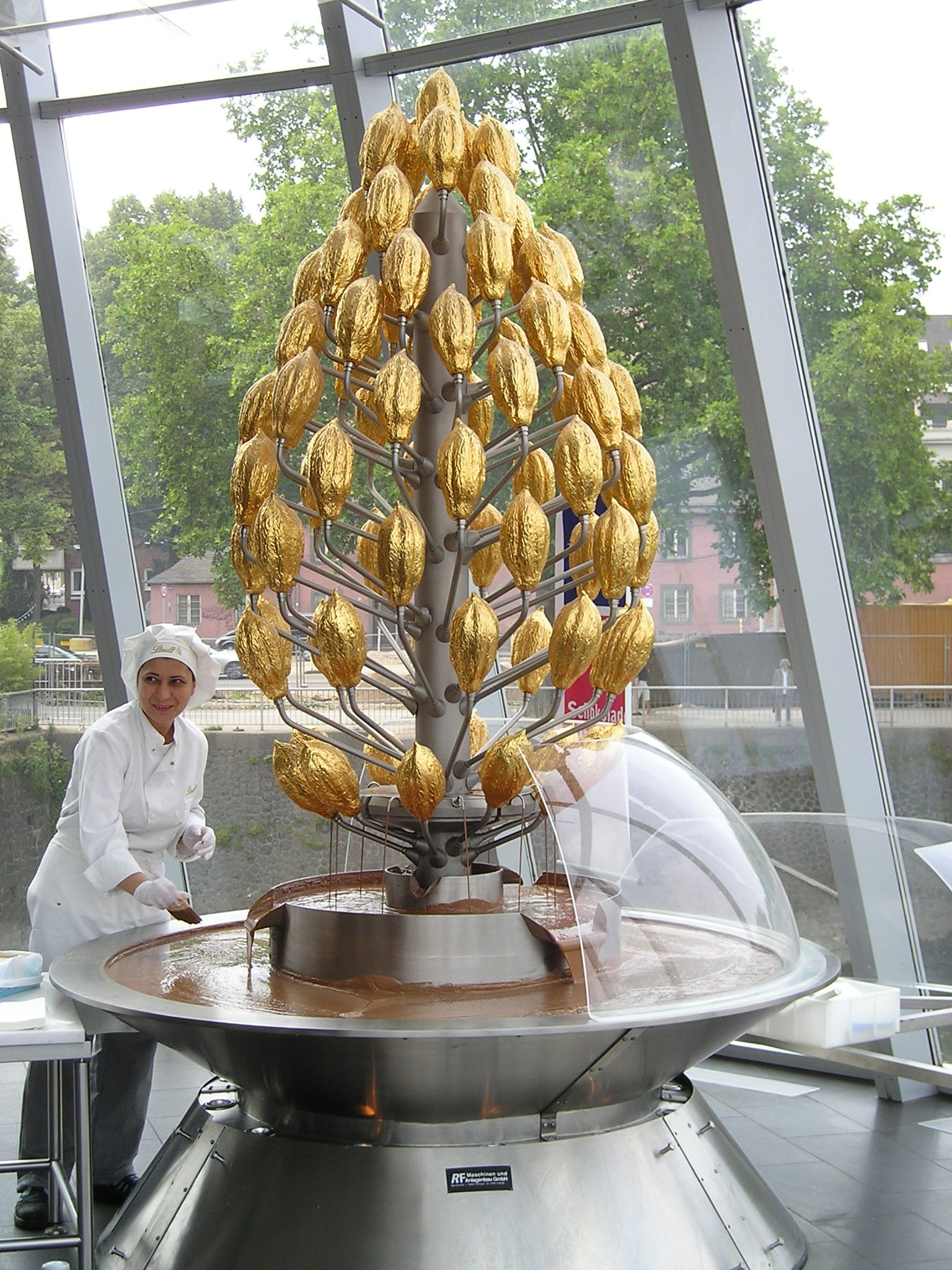
Шоколадный фонтан

Среди фотоматериалов, размещённых на стендах — снимок 1869 года, на котором запечатлена первая лаборатория, контролирующая качество изделий. Также в музее вы узнаете, что в Германии существует Ассоциация производителей шоколада, основанная ещё в XVIII столетии. В 1975 году эта организация издала перечень шоколадных сортов, который по сей день является основополагающим документом для производителей всего мира. Основная часть экспозиции — шоколад, которого тут сотни видов. Возле каждой плитки размещается тарелочка с ингредиентами, входящими в состав данного сорта.
Многие экспонаты посвящены истории шоколадной промышленности. Рядом с коробками, в которые упаковывали сладости несколько веков тому назад, можно увидеть торговые автоматы и лейблы шоколадных компаний, популярных в начале XX века. В отдельном зале представлена продукция фирм, занимающих главенствующие позиции на современном рынке шоколадной продукции — здесь можно узнать различные факты из истории Kinder Surprise, Mars, Snickers, Ritter Sport, Milka и других брендов.
Одним из самых впечатляющих экспонатов музея — шоколадный фонтан высотой 3 метра, в котором циркулирует около 200 кг жидкого шоколада. Шоколад можно пробовать прямо из фонтана, — для этого пригодятся специально припасённые вафли, которые можно опускать в сладкую массу.

### Магазин
На выходе из музея располагается магазин с большим ассортиментом кондитерских изделий. На полках выставлены сотни наименований товара: шоколадные конфеты с различными начинками, коробки с ассорти, плитки всевозможных сортов, сиропы и ликеры на основе шоколада и многое другое. 